# Kolinfalva
Kolinfalva (1892-ig Kolinóc, szlovákul: Kolinovce, németül: Kohldorf) község Szlovákiában, a Kassai kerület Iglói járásában.

## Fekvése
Szepesváraljától 12 km-re délkeletre, a Hernád partján fekszik.

## Története
1312-ben „villa Colini” néven említik először. 1317-ben „villa Colini”, 1374-ben „Kolenfalua” néven említik. 1409-ben Luxemburgi Zsigmond a falut a szepesolaszi egyháznak adta. 1494-ben „Kollendorf alias Kolinfalva” néven szerepel a korabeli forrásokban. A szepesi szász településekhez tartozott. A településnek vámja volt, melyet Szepesvár birtokolt. A 18. században Szepesolaszi része volt. Lakói közül sokan a korompai vasműben dolgoztak.
A 18. század végén Vályi András így ír róla: „KOLENÓCZ, Kolnovce. Tót falu Szepes Várm. földes Ura a’ Vallendorfi templom, lakosai katolikusok, határja jó, vagyonnyai jelsek, el adásra alkalmatos módgyok van.”
Fényes Elek 1851-ben kiadott geográfiai szótárában így ír a faluról: „Kolinócz, Szepes vmegyében, tót falu, Olaszihoz keletre 1/2 órányira a Hernád mellett: 281 kath. lak.”
A trianoni diktátumig Szepes vármegye Szepesváraljai járásához tartozott.

## Népessége
| Év:            | 1994. | 2004.   | 2014.   | 2024.   |
| -------------- | ----- | ------- | ------- | ------- |
| Emberek száma: | 540   | 590     | 576     | 580     |
| Eltérés:       |       | +9,25 % | -2,37 % | +0,69 % |

| Év:            | 2023. | 2024.   |
| -------------- | ----- | ------- |
| Emberek száma: | 576   | 580     |
| Eltérés:       |       | +0,69 % |

1910-ben 390, többségben szlovák lakosa volt, jelentős cigány kisebbséggel.
2001-ben 583 lakosából 538 szlovák és 27 cigány volt.
2011-ben 577 lakosából 531 szlovák és 19 cigány.

## Nevezetességei
- Assisi Szent Ferenc tiszteletére szentelt római katolikus temploma 1830-ban épült, 1946-ban megújították.
- A falu 1994-ben új templomot épített, melynek alapkövét 1990. április 22-én II. János Pál pápa jelenlétében helyezték el.